# Gigantohyrax
Gigantohyrax — рід травоїдних ссавців, що належать до групи даманів, з пліоценової формації Шунгура в Ефіопії